# Рилска повест
„Рилска повест“ е произведение на Владислав Граматик, книжовник от Рилската книжовна школа през XV век.
В нея е описано пренасянето на мощите на св. Иван Рилски от Търновград през Средец до Рилската обител. В това произведение се разкриват редица елементи от обществения живот в българските земи като например запазването на немалък брой болярски християнски семейства в някои от главните градове на тогавашна България – Търново, Никопол и София.